# Coppa Italia (pallacanestro maschile)
La Coppa Italia di pallacanestro maschile è un trofeo nazionale italiano di pallacanestro organizzato annualmente dalla Lega Basket.
La Legadue e la Lega Nazionale Pallacanestro organizzavano rispettivamente la Coppa Italia di Legadue (dal 2005 al 2013 per squadre del Campionato di Legadue) e la Coppa Italia LNP (dal 1998 al 2013 per squadre dei tre livelli dilettantistici nazionali). Dal 2014, con la trasformazione della Legadue in campionato dilettantistico, è la LNP che organizza le competizioni per il secondo e il terzo livello del campionato italiano.

## Storia
La prima edizione della Coppa Italia si svolse nel 1968 e fu vinta dalla Fides Napoli. Tra il 1975 e il 1983 la manifestazione non ebbe luogo, ma successivamente si è svolta regolarmente ogni anno.

### Formula della competizione
La formula della competizione è variata nel corso degli anni. A partire dal 1990, dopo una fase eliminatoria (gironi ed eliminazione diretta), si affrontano per la conquista del trofeo quattro squadre con la formula della Final Four, semifinali e finale in gara secca, nello stesso impianto.
Dall'edizione del 2000, sono invece le prime 8 squadre classificate al termine del girone d'andata della Serie A (nelle prime due edizioni con la nuova formula, le prime 7 di Serie A1 e la prima di Legadue) a disputarsi il trofeo in una Final Eight: quarti di finale, semifinali, finale in gara secca, nell'arco di 4 giorni.
Il teatro della Coppa Italia con questa formula è stato tradizionalmente il PalaGalassi di Forlì. Dall'edizione 2007 si è cambiato, assegnando l'organizzazione della Final Eight ad una società di Serie A, che si garantisce in questo modo la partecipazione. L'edizione 2007 si è disputata al PalaMalaguti di Casalecchio di Reno (BO), con organizzazione a carico della Virtus Bologna così come le edizioni 2008 e 2009. Nel 2010 la Final Eight si è disputata, invece, al PalaDelMauro di Avellino, organizzata dalla Scandone Avellino. L'edizione 2011 si è invece svolta per la prima volta al nuovo PalaOlimpico di Torino, il palazzo dello sport con la maggior capienza in Italia.

## Albo d'oro
| Edizione                       | Sede                                        | Vincitore                         | Finalista                | Risultato        | MVP                |
| 1968                           | PalaDozza, Bologna                          | Partenope Napoli                  | Fortitudo Bologna        | 93-68            | -                  |
| 1969                           | Palazzo dello Sport, Roma                   | Pallacanestro Varese              | Partenope Napoli         | 73-72            | -                  |
| 1970                           | Palazzo dello Sport, Roma                   | Pallacanestro Varese              | Olimpia Milano           | 74-66            | -                  |
| 1971                           | PalaBarsacchi, Viareggio (LU)               | Pallacanestro Varese              | Partenope Napoli         | 83-60            | -                  |
| 1972                           | PalaRuffini, Torino                         | Olimpia Milano                    | Pallacanestro Varese     | 81-77            | -                  |
| 1973                           | Pala E.I.B., Brescia                        | Pallacanestro Varese              | Libertas Asti            | 94-65            | -                  |
| 1974                           | PalaLaghetto, Vicenza                       | Virtus Bologna                    | Libertas Udine           | 90-74            | -                  |
| Non disputata dal 1975 al 1983 |                                             |                                   |                          |                  |                    |
| 1984                           | PalaDozza, Bologna                          | Virtus Bologna                    | Juvecaserta Basket       | 80-78            | -                  |
| 1985                           | Palaignis, Varese / Palasport, Pesaro       | Victoria Libertas Pesaro          | Pallacanestro Varese     | 77-91 / 109-93   | -                  |
| 1986                           | PalaDozza, Bologna                          | Olimpia Milano                    | Victoria Libertas Pesaro | 102-92           | -                  |
| 1987                           | PalaDozza, Bologna                          | Olimpia Milano                    | Victoria Libertas Pesaro | 95-93            | -                  |
| 1988                           | PalaDozza, Bologna                          | Juvecaserta Basket                | Pallacanestro Varese     | 113-100 d.2 t.s. | -                  |
| 1989                           | PalaDozza, Bologna                          | Virtus Bologna                    | Juvecaserta Basket       | 96-93 d.t.s.     | -                  |
| Introduzione delle Final Four  |                                             |                                   |                          |                  |                    |
| 1990                           | PalaGalassi, Forlì                          | Virtus Bologna                    | Virtus Roma              | 94-83            | -                  |
| 1991                           | PalaDozza, Bologna                          | Scaligera Verona                  | Olimpia Milano           | 97-85            | -                  |
| 1992                           | PalaGalassi, Forlì                          | Victoria Libertas Pesaro          | Pallacanestro Treviso    | 95-92            | -                  |
| 1993                           | PalaGalassi, Forlì                          | Pallacanestro Treviso             | Virtus Bologna           | 75-73            | -                  |
| 1994                           | PalaMalaguti, Casalecchio di Reno (BO)      | Pallacanestro Treviso             | Scaligera Verona         | 78-61            | Davide Bonora      |
| 1995                           | PalaMalaguti, Casalecchio di Reno (BO)      | Pallacanestro Treviso             | Pallacanestro Trieste    | 81-77            | Orlando Woolridge  |
| 1996                           | Mediolanum Forum, Assago (MI)               | Olimpia Milano                    | Scaligera Verona         | 90-72            | Rolando Blackman   |
| 1997                           | PalaMalaguti, Casalecchio di Reno (BO)      | Virtus Bologna                    | Pallacanestro Cantù      | 75-67            | Branislav Prelević |
| 1998                           | PalaMalaguti, Casalecchio di Reno (BO)      | Fortitudo Bologna                 | Pallacanestro Treviso    | 73-55            | Carlton Myers      |
| 1999                           | PalaMalaguti, Casalecchio di Reno (BO)      | Virtus Bologna                    | Pallacanestro Varese     | 65-63            | Alessandro Frosini |
| Introduzione delle Final Eight |                                             |                                   |                          |                  |                    |
| 2000                           | PalaPentimele, Reggio Calabria              | Pallacanestro Treviso             | Virtus Bologna           | 78-59            | Denis Marconato    |
| 2001                           | PalaGalassi, Forlì                          | Virtus Bologna                    | Victoria Libertas Pesaro | 83-58            | Rashard Griffith   |
| 2002                           | PalaGalassi, Forlì                          | Virtus Bologna                    | Mens Sana Siena          | 79-77            | Emanuel Ginóbili   |
| 2003                           | PalaGalassi, Forlì                          | Pallacanestro Treviso             | Pallacanestro Cantù      | 86-77            | Tyus Edney         |
| 2004                           | PalaGalassi, Forlì                          | Pallacanestro Treviso             | Victoria Libertas Pesaro | 85-76            | Jorge Garbajosa    |
| 2005                           | PalaGalassi, Forlì                          | Pallacanestro Treviso             | Pallacanestro Reggiana   | 74-64            | Massimo Bulleri    |
| 2006                           | PalaGalassi, Forlì                          | Basket Napoli                     | Virtus Roma              | 85-83            | David Hawkins      |
| 2007                           | Futurshow Station, Casalecchio di Reno (BO) | Pallacanestro Treviso             | Virtus Bologna           | 67-65            | Spencer Nelson     |
| 2008                           | Futurshow Station, Casalecchio di Reno (BO) | Felice Scandone Avellino          | Virtus Bologna           | 73-67            | Devin Smith        |
| 2009                           | Futurshow Station, Casalecchio di Reno (BO) | Mens Sana Siena                   | Virtus Bologna           | 70-69            | Shaun Stonerook    |
| 2010                           | PalaDelMauro, Avellino                      | Mens Sana Siena                   | Virtus Bologna           | 83-75            | Shaun Stonerook    |
| 2011                           | Palasport Olimpico, Torino                  | Mens Sana Siena                   | Pallacanestro Cantù      | 79-72            | Kšyštof Lavrinovič |
| 2012                           | Palasport Olimpico, Torino                  | Titolo revocato (Mens Sana Siena) | Pallacanestro Cantù      | 88-71            | David Andersen     |
| 2013                           | Mediolanum Forum, Assago (MI)               | Titolo revocato (Mens Sana Siena) | Pallacanestro Varese     | 77-74            | Daniel Hackett     |
| 2014                           | Mediolanum Forum, Assago (MI)               | Dinamo Sassari                    | Mens Sana Siena          | 80-73            | Travis Diener      |
| 2015                           | PalaDesio, Desio (MB)                       | Dinamo Sassari                    | Olimpia Milano           | 101-94           | David Logan        |
| 2016                           | Mediolanum Forum, Assago (MI)               | Olimpia Milano                    | Felice Scandone Avellino | 82-76            | Rakim Sanders      |
| 2017                           | Rimini Fiera, Rimini                        | Olimpia Milano                    | Dinamo Sassari           | 84-74            | Ricky Hickman      |
| 2018                           | Nelson Mandela Forum, Firenze               | Auxilium Torino                   | Leonessa Brescia         | 69-67            | Vander Blue        |
| 2019                           | Nelson Mandela Forum, Firenze               | Vanoli Cremona                    | New Basket Brindisi      | 83-74            | Drew Crawford      |
| 2020                           | Vitrifrigo Arena, Pesaro                    | Umana Reyer Venezia               | New Basket Brindisi      | 73-67            | Austin Daye        |
| 2021                           | Mediolanum Forum, Assago (MI)               | Olimpia Milano                    | Victoria Libertas Pesaro | 87-59            | Luigi Datome       |
| 2022                           | Vitrifrigo Arena, Pesaro                    | Olimpia Milano                    | Bertram Tortona          | 78-61            | Malcolm Delaney    |
| 2023                           | PalaAlpitour, Torino                        | Germani Brescia                   | Virtus Bologna           | 84-76            | Amedeo Della Valle |
| 2024                           | PalaOlimpico, Torino                        | Napoli Basket                     | Olimpia Milano           | 77-72            | Michał Sokołowski  |
| 2025                           | Inalpi Arena, Torino                        | Dolomiti Energia Trento           | Olimpia Milano           | 79-63            | Quinn Ellis        |

## Statistiche

### Titoli vinti per squadra
| Squadra             | Vittorie | Secondi posti | Totale |
| ------------------- | -------- | ------------- | ------ |
| Virtus Bologna      | 8        | 7             | 15     |
| Olimpia Milano      | 8        | 5             | 13     |
| Pall. Treviso       | 8        | 2             | 10     |
| Pall. Varese        | 4        | 5             | 9      |
| Mens Sana Siena     | 3        | 2             | 5      |
| V.L. Pesaro         | 2        | 5             | 7      |
| Dinamo Sassari      | 2        | 1             | 3      |
| Scaligera Verona    | 1        | 2             | 3      |
| Juvecaserta         | 1        | 2             | 3      |
| Partenope           | 1        | 2             | 3      |
| Scandone Avellino   | 1        | 1             | 2      |
| Fortitudo Bologna   | 1        | 1             | 2      |
| Brescia             | 1        | 1             | 2      |
| Basket Napoli       | 1        | -             | 1      |
| Auxilium Torino     | 1        | -             | 1      |
| Vanoli Cremona      | 1        | -             | 1      |
| Reyer Venezia       | 1        | -             | 1      |
| Napoli Basket       | 1        | -             | 1      |
| Aquila Trento       | 1        | -             | 1      |
| Pall. Cantù         | -        | 4             | 4      |
| Virtus Roma         | -        | 2             | 2      |
| N.B. Brindisi       | -        | 2             | 2      |
| Pall. Reggiana      | -        | 1             | 1      |
| Pall. Trieste       | -        | 1             | 1      |
| Libertas Asti       | -        | 1             | 1      |
| Amici Pall. Udinese | -        | 1             | 1      |
| Derthona Basket     | -        | 1             | 1      |

### Titoli vinti per città
| Titoli | Città    | Squadre                                           |
| ------ | -------- | ------------------------------------------------- |
| 9      | Bologna  | Virtus Bologna (8) Fortitudo Bologna (1)          |
| 8      | Milano   | Olimpia Milano (8)                                |
| 8      | Treviso  | Pall. Treviso (8)                                 |
| 4      | Varese   | Pall. Varese (4)                                  |
| 3      | Siena    | Mens Sana Siena (3)                               |
| 3      | Napoli   | Partenope (1) Basket Napoli (1) Napoli Basket (1) |
| 2      | Pesaro   | V.L. Pesaro (2)                                   |
| 2      | Sassari  | Dinamo Sassari (2)                                |
| 1      | Avellino | Scandone Avellino (1)                             |
| 1      | Caserta  | Juvecaserta (1)                                   |
| 1      | Verona   | Scaligera Verona (1)                              |
| 1      | Torino   | Auxilium Torino (1)                               |
| 1      | Cremona  | Vanoli Cremona (1)                                |
| 1      | Venezia  | Reyer Venezia (1)                                 |
| 1      | Brescia  | Brescia (1)                                       |
| 1      | Trento   | Aquila Trento (1)                                 |

### Altre statistiche
- Il massimo punteggio per una gara di Coppa Italia è il 131-125 di Fermi Perugia-Mister Day Siena, nel 1985.
- Sono sei le partite andate ai supplementari nelle edizioni delle Final Eight: la gara più lunga rimane SS Basket Napoli-Mens Sana Siena del 2003 (2 overtime).
- Dall'introduzione della Final Eight nel 2000 fino al 2015, la Mens Sana Siena è stata l'unica squadra ad aver partecipato a tutte le edizioni.

## Coppa Italia LNP
La Coppa Italia Lega Nazionale Pallacanestro è una competizione riservata alle squadre della Serie A2 e della Serie B Nazionale. Vi partecipano le prime classificate dei vari gironi al termine del girone d'andata e vengono assegnati trofei per ciascuna categoria. La competizione della Serie A2 sostituisce la Coppa Italia di Legadue.